# Juan Sánchez Manuel
Juan Sánchez Manuel (c. 1325-1384), fue un noble castellano e hijo de Sancho Manuel de Castilla, señor de las cuatro villas del Infantado y ricohombre de Castilla.
Fue conde de Carrión y señor de Calatañazor, y también ocupó los cargos de adelantado mayor del reino de Murcia, de mayordomo mayor de la reina Juana Manuel de Villena y de mayordomo de la infanta Leonor de Trastámara.
Fue bisnieto del rey Fernando III de Castilla, y el historiador Aurelio Pretel Marín señaló que es un «digno representante de aquella ambiciosa nobleza triunfadora de la guerra civil».

## Orígenes familiares
Fue hijo de Sancho Manuel de Castilla y, según la mayoría de los autores, de la primera esposa de su padre, Leonor González de Manzanedo, aunque otros autores, como el medievalista Juan Torres Fontes, afirman que su madre fue la segunda esposa de su padre, Inés Díaz de Toledo. Y Jaime de Salazar y Acha, por su parte, erró totalmente al afirmar en 2008 que era hijo de María de Castañeda.
Por parte paterna era nieto del infante Manuel de Castilla, hijo del rey Fernando III el Santo, y de una dama de nombre desconocido, y fue además sobrino del célebre magnate y escritor Don Juan Manuel, y primo hermano de la reina Juana Manuel de Villena, esposa de Enrique II de Castilla.

## Biografía

### Juventud y actuaciones durante el reinado de Enrique II de Castilla (c. 1325-1379)
Según el genealogista e historiador Jaime de Salazar y Acha, Juan Sánchez Manuel nació hacia 1325, y la primera noticia que se tiene sobre él es que en 1351 hizo una donación al convento de San Pablo de Peñafiel, donde estaban enterrados su padre y su tío, el célebre magnate y escritor Don Juan Manuel, a fin de que se oficiaran «celebraciones funerarias» junto a las tumbas de ambos nobles.

En el Armorial de Sicile-Urfé, que fue elaborado hacia 1380, como señaló el heraldista Faustino Menéndez-Pidal de Navascués, se menciona que Juan Sánchez Manuel, primer conde de Carrión, usaba un «esquertelé de Vilaure et de Lion», opinando dicho heraldista que con «Vilaure» se refieren a «Villena» y a la mano alada que aparece en el escudo.

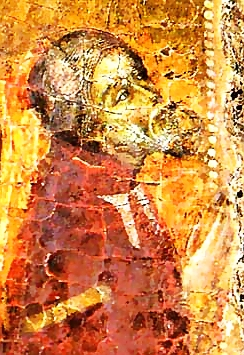
Retrato que se supone representa a Don Juan Manuel, nieto de Fernando III de Castilla, conservado en la catedral de Murcia. Sin embargo, cabe la posibilidad de que el representado sea en realidad Juan Sánchez Manuel, conde de Carrión.

Juan Sánchez Manuel era primo carnal de la reina Juana Manuel de Villena, y fue nombrado conde de Carrión por su apoyo a Enrique de Trastámara, futuro Enrique II de Castilla, durante la Guerra Civil Castellana, y por su parentesco con la reina Juana Manuel. La villa palentina de Carrión de los Condes había formado parte «tradicionalmente», como señaló Echevarría Arsuaga, de las posesiones personales de las reinas consortes de Castilla, pero en 1366, y durante la Guerra Civil Castellana, Enrique II de Castilla concedió el título de conde de Carrión al caballero inglés Sir Hugh Calveley, como recompensa por su apoyo en la guerra e ignorando la disposición emitida por su abuelo, el rey Fernando IV de Castilla, que establecía que la villa de Carrión debería pertenecer siempre al realengo. La mayoría de los autores antiguos afirmaban que a consecuencia del triunfo rotundo de Pedro I de Castilla en la batalla de Nájera, Sir Hugh Calveley perdió el condado, pero los historiadores modernos señalan que el motivo de que le fuera confiscado, al año siguiente de haberle sido concedido, es que traicionó a Enrique de Tratámara y se pasó a las filas del Príncipe Negro, que en esos momentos apoyaba al rey Pedro I de Castilla.
Aunque algunos autores afirmaron erróneamente que el título de conde de Carrión fue concedido por Enrique II el 18 de febrero de 1371 a Juan Sánchez Manuel, otros demostraron que le fue concedido probablemente a principios de 1368 o con toda seguridad en ese año, y Salazar y Acha aseguró por su parte que le fue concedido en ese año y antes del día 29 de julio, ya que en esa fecha el nuevo conde de Carrión aparece con este título en el privilegio de concesión del condado de Medinaceli, del mismo modo que también aparecía ya con el mencionado título en una carta que el rey Enrique II envió a la ciudad de Murcia el 24 de marzo de 1369.
En un documento del Archivo General de Simancas consta que la villa de Carrión le fue cedida a Juan Sánchez Manuel por Enrique II a modo de donadío. Y conviene añadir que en el privilegio por el que Enrique II concedió al célebre Bertrand du Guesclin, condestable de Francia, el ducado de Molina y otras villas, y que fue otorgado el 4 de mayo de 1369, Juan Sánchez Manuel apareció entre los confirmantes autodenominándose «Don iohan fanchez manuel conde de Carrion», como señaló Alfred Morel-Fatio.

El condado le fue concedido a Juan Sánchez Manuel, como señaló Salvador de Moxó, por su apoyo a Enrique de Trastámara durante la Guerra Civil y por ser miembro, debido a su pertenencia al linaje de los Manuel, de la «más alta nobleza» castellana. El mismo historiador también afirmó que fue uno de los primeros condados otorgados por el rey Enrique II, y que estos «en principio» sólo se concedían a personas de sangre real, y además puede ser incluido en las célebres mercedes enriqueñas, como aseguró Echevarría Arsuaga.

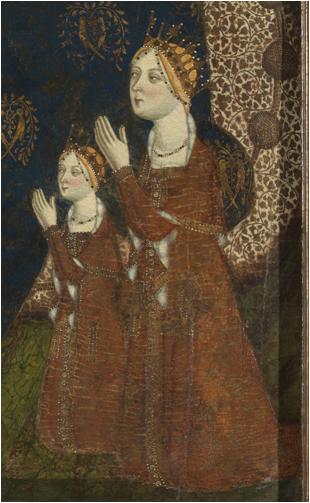
La reina Juana Manuel y una de sus hijas en el cuadro de la Virgen de Tobed. Ca. 1359-1362. (Museo del Prado, Madrid).

El día 24 de marzo de 1369, y muy poco después del asesinato de Pedro I de Castilla en Montiel, Juan Sánchez Manuel fue nombrado adelantado mayor del reino de Murcia por Enrique II, cargo que estaba muy vinculado a su familia, ya que en décadas anteriores había sido ejercido por su tío Don Juan Manuel y por su primo Fernando Manuel de Villena, hijo del anterior. El profesor Torres Fontes aseguró que gracias a la ayuda de su prima, la reina Juana Manuel, Juan Sánchez Manuel consiguió ser nombrado adelantado, aunque afirmó que el nombramiento tuvo lugar el día 11 de junio de 1369, y que fue notificado el nombramiento al concejo de la capital del reino el día 29 de ese mismo mes, habiendo afirmado otros autores casi exactamente lo mismo.
Enrique II envió al reino de Murcia al conde de Carrión con plenos poderes para que hiciera frente al rey Pedro IV de Aragón, a quien Enrique II había prometido durante la Guerra Civil ese reino a cambio de su apoyo, para que concediera los «privilegios y mercedes» que estimase oportuno, y especialmente para que se ocupara de que allí se le reconociera como rey. El conde de Carrión iba acompañado por un fuerte ejército, cuyo propósito era someter a los lugares que aún permanecían leales al rey asesinado en Montiel en el reino de Murcia y en el señorío de Villena. Y tras haberse apoderado del castillo de Peñas de San Pedro, que se había rebelado contra la villa de Alcaraz y había defendido la causa del rey Pedro I, el conde de Carrión tuvo un encuentro en Hellín el día 11 de abril de 1369 con los procuradores de los concejos de los antiguos dominios de los Manuel que aún no habían reconocido como monarca a Enrique II, debiéndose la negativa a reconocerlo, seguramente, a que de ese modo tampoco reconocían la autoridad de Alfonso de Aragón el Viejo, a quien el nuevo monarca castellano había concedido el marquesado de Villena. Y en esa reunión de Hellín estuvieron presentes, como señaló Aurelio Pretel Marín, representantes de los concejos de Villena, Sax, Almansa y Yecla, entre otras poblaciones.

El conde disponía de fuerzas suficientes para hacer obedecer las órdenes del rey, pero al mismo tiempo le urgía llegar a Murcia y completar su misión, y, sobre todo, antes de que las tropas de Pedro IV de Aragón ocupasen la zona, por no mencionar que el destino que aguardaba al señorío de Villena no estaba nada claro. Y en vista de la situación, el conde aceptó las demandas de los procuradores en Hellín, que habían advertido previamente al enviado de Enrique II que sólo aceptarían a este último como rey y a su esposa Juana Manuel como señora de Villena debido a que ella era hija de Don Juan Manuel y «heredera de la Casa de Villena», por lo que cualquier concesión por parte del rey que atentase contra esas condiciones, en una clara alusión al marquesado concedido a Alfonso de Aragón, carecería de validez para los procuradores, ya que estos exigieron que el señorío de Villena sólo pudiera ser entregado a aquellos que descendiesen de la «línea derecha de la Casa de Villena», que eran los Manuel.

Pendón o bandera del reino de Murcia.

Los procuradores presentes en la reunión de Hellín también solicitaron el perdón para los habitantes de los concejos por cualquier responsabilidad política contraída hasta entonces y que les fueran confirmados sus libertades y privilegios, así como el estar exentos durante diez años del pago de cualquier impuesto o pedido como reparación por los daños que los aragoneses habían causado en la zona durante la guerra. El conde de Carrión aceptó todas las condiciones de los procuradores y, aunque no tenía poderes para hacerlo, recibió el homenaje de los procuradores allí presentes en nombre del rey y prometió que sus demandas serían respetadas, con lo que de hecho estaba invalidando la concesión del marquesado de Villena a Alfonso de Aragón el Viejo por parte de Enrique II, pero algunos autores han advertido que, al igual que ocurría en esos momentos con los señoríos de Lara y de Vizcaya, su suerte aún «no estaba decidida».
A pesar de que había sido asesinado, Murcia continuaba guardando lealtad a Pedro I, al igual que otros enclaves petristas, por lo que durante los dos meses siguientes se negó a recibir al enviado del nuevo monarca, el conde de Carrión, que hasta finales de mayo, como indicó Torres Fontes, no consiguió entrar en el reino de Murcia. Conocidas las intenciones de Enrique II de atacar la ciudad, esta claudicó y terminó por recibir a Juan Sánchez Manuel, y el rey envió una carta al concejo de Murcia, fechada el 28 de mayo de 1369, agradeciendo a la ciudad el buen trato dado a las tropas del conde de Carrión y también el que le hubieran allanado el camino en la misión que este último tenía encomendada de liberar y pacificar el reino murciano. La mayoría de los concejos murcianos acogieron favorablemente al enviado del rey, aunque otros, como el de Mula, tardaron algún tiempo en reconocer su autoridad, pero Torres Fontes señaló que el conde de Carrión fracasó en su cometido por no haberse atrevido a entrar en el reino debido a las «hostiles perspectivas que allí se le ofrecían».
Ya en 1370 Alfonso Yáñez Fajardo ocupaba la lugartenencia del adelantamiento mayor de Murcia en nombre del conde de Carrión, aunque según Martínez Carrillo comenzó a desempeñarla al año siguiente, en 1371. Y precisamente durante las Cortes de Toro de 1371, una provisión de Enrique II ordenaba al conde Juan Sánchez Manuel, adelantado mayor del reino de Murcia, que no se entrometiera en librar pleitos que no correspondían a su cargo, pues era costumbre entre los adelantados, en palabras de José Bernal Peña, «sobreponer su interés personal a su función de oficiales reales (o delegados del monarca)».

En 1373 el rey Enrique II cedió los derechos de explotación de la mina de Axeb de Cartagena al conde Juan Sánchez Manuel, a excepción de los metales preciosos, como oro o plata, que pudieran extraerse de ella, y conviene añadir que en esta época el monarca disponía de la «regalía de las minas de todo el reino», como señaló Peiró Mateos, en lo tocante a explotación y propiedad.

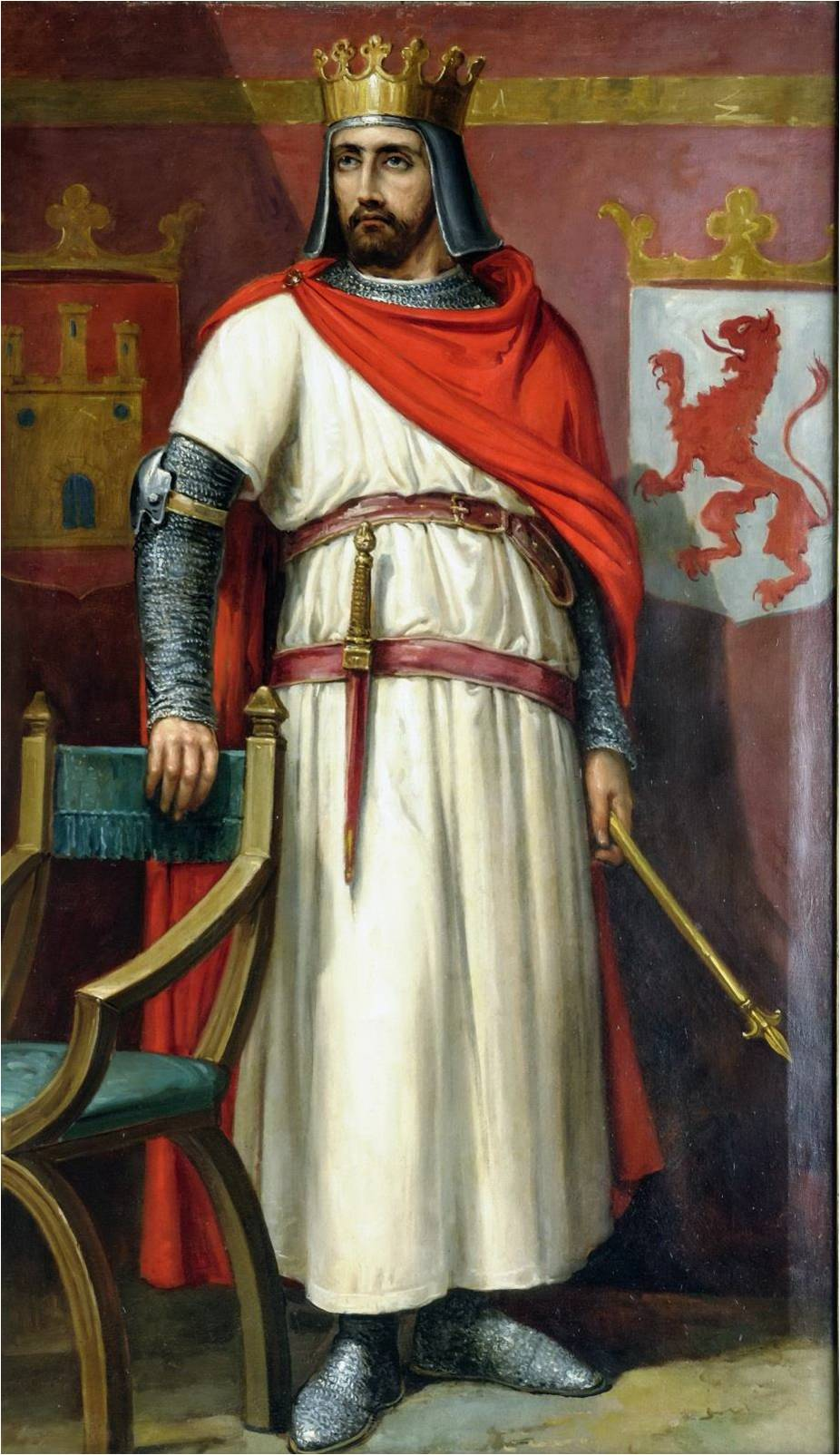
Retrato imaginario de Enrique II de Castilla. José María Rodríguez de Losada. (Ayuntamiento de León).

La presencia en el reino de Murcia del adelantado Juan Sánchez Manuel fue decisiva en la evolución de la economía de ese territorio, y sobre todo a partir de la reforma monetaria efectuada en las Cortes de Toro de 1373, donde se incrementó el valor de las monedas debido a que las deudas internacionales que provocaron las devaluaciones anteriores ya habían sido abonadas. Y Martínez Carrillo aseguró que las rentas que el conde percibía de los cargos que desempeñaba y de sus señoríos estaban mermando debido a la inflación y «a la falta de productividad general y al empobrecimiento», como señaló dicha autora. Y para compensar sus pérdidas, el conde se valió del arrendamiento de los almojarifazgos del reino entre los años 1371 y 1374, y esta, junto con otras intervenciones económicas del conde provocaron su «inmediato rechazo» por los murcianos, en palabras de Martínez Carrillo, así como una profunda desconfianza hacia él.
En 1374, y durante la guerra que enfrentó a Enrique II de Castilla con el reino de Aragón, el conde de Carrión y su lugarteniente en el adelantamiento de Murcia, Alfonso Yáñez Fajardo, invadieron el reino de Valencia, donde causaron bastantes estragos, y se apoderaron del castillo de Crevillente. Y también hay constancia de que en 1374 el conde de Carrión hizo decapitar en Murcia a varios partidarios de Juan de Gante, duque de Lancaster y pretendiente al trono castellano tras haberse casado con Constanza de Castilla, hija del difunto rey Pedro I.

La villa de Alcaraz, que pertenecía a la reina Juana Manuel, padecía una terrible crisis en esta época debido, entre otros factores, a que el conde de Carrión controlaba el castillo de Peñas de San Pedro, situado cerca del municipio, y a que la reina había cedido a su primo el conde los portazgos y todas las otras rentas de Alcaraz y de su término, y cabe la posibilidad incluso de que pensara entregarle el señorío de la villa, algo que temían y al mismo tiempo rechazaban los habitantes de la población, aunque ella los tranquilizó mediante una carta desmintiendo los rumores existentes sobre esa entrega, que nunca se llevó a efecto. Pero el poderío del conde en la zona de Alcaraz propició la creación de numerosos problemas «que enfrentaron al concejo alcaraceño con otros de los contornos, especialmente los del señorío de Villena, durante los años siguientes», en palabras de Pretel Marín, que también señaló que, desde su adelantamiento en Murcia, el conde Juan Sánchez Manuel aprovechó su prepotencia para ignorar los derechos de la villa de Alcaraz, pues tenía más interés en que disminuyeran que en aumentarlos.

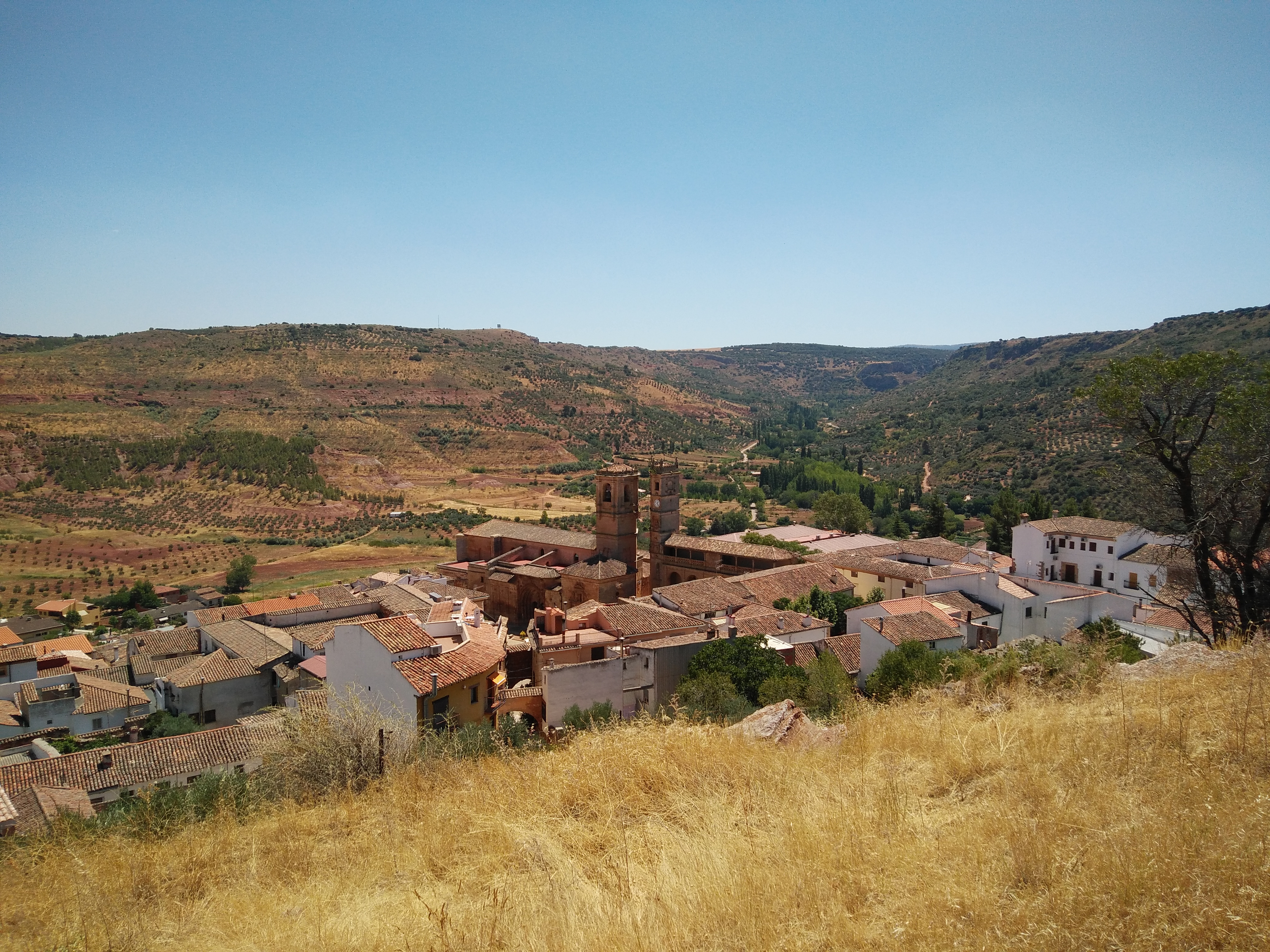
Vista general del municipio de Alcaraz. (Provincia de Albacete).

Las continuas intromisiones del conde en la política murciana no buscaban, como señaló Torres Fontes, ni el beneficio de la Corona ni que esta tuviera un mayor protagonismo en el gobierno del concejo, sino que con ellas el conde perseguía sus propios intereses personales, y en palabras de dicho historiador:

Sus arbitrariedades, adquisición de bienes concejiles a bajo precio, apropiación de parte de la propia Casa de la Corte, su intromisión en la elección de regidores y el libertinaje de sus seguidores, más la carga económica y ocupación de casas por sus escuderos, provocaron la continuada protesta de todos los vecinos año tras año, hasta que informado de todo ello, Enrique II adoptó una enérgica decisión: suspender por un año en el adelantamiento a su primo el conde de Carrión y enviar al pesquisidor Gonzalo Gil a obtener precisa información. Si el adelantado hubo de salir de la ciudad, gente poderosa afecta a su persona e intereses, en que se incluían elementos pertenecientes al propio concejo, provocaron tumultos, amenazaron con represalias y provocaron tal temor, que motivaron dos enérgicas cartas reales para acabar con todo ello.

Según Martínez Carrillo, el conde de Carrión fue despojado en la práctica del cargo de adelantado mayor de Murcia a finales de 1377, y basa su hipótesis en el hecho de que en enero de 1378, cuando Enrique II solicitó a Alfonso Yáñez Fajardo que buscase 100 ballesteros que acudiesen a Logroño para incorporarse a las tropas que iban a atacar el reino de Navarra, al conde Juan Sánchez Manuel no se le encomendó nada relacionado con el asunto. Y conviene señalar que precisamente en 1378 el lugarteniente Alfonso Yáñez Fajardo fue nombrado alcalde mayor entre moros y cristianos de la frontera del reino de Granada.
En opinión de Torres Fontes, la decisión de Enrique II cuando atendió a las protestas del concejo murciano y cesó al conde de Carrión en el cargo de adelantado mayor, fue «grave, pero irremediable». Y de hecho, aunque estaba previsto que su suspensión en el cargo durase un año, se prolongó durante más tiempo cuando el rey fue informado por el pesquisidor de los hechos ocurridos y a pesar de las misivas que la reina Juana Manuel y el infante Juan, heredero del trono, enviaron al concejo murciano para que perdonaran y olvidaran los desaciertos del conde y solicitaran al rey que fuera repuesto en su cargo.
Enrique II aprovechó el cese del conde de Carrión en el adelantamiento murciano para llevar a cabo su primer intento de reforma en el concejo de la ciudad. Y el monarca, argumentando que muchos de los regidores debían su nombramiento a las influencias de Juan Sánchez Manuel, ordenó que todos ellos fueran cesados y nombró «directamente a dieciséis regidores, nuevos alcaldes, alguacil y jurados». Y aunque ese número de regidores no se prolongó durante mucho tiempo, terminó siendo el «definitivo» en el concejo murciano.

### Actuaciones durante el reinado de Juan I de Castilla y muerte (1379-1384)

Escudo de armas de los Fajardo.

Al comenzar el reinado de Juan I de Castilla, el magnate Juan Sánchez Manuel fue confirmado en el cargo de adelantado mayor del reino de Murcia por las presiones que ejerció la reina Juana Manuel sobre su hijo, y continuó ejerciéndolo nominalmente y percibiendo 20.000 maravedís anuales de renta por ello, aunque el cargo fue desempeñado en la práctica por Alfonso Yáñez Fajardo. La potestad del conde de Carrión en los asuntos murcianos fue «prudentemente» derogada por el rey, como señaló Torres Fontes, siendo repuesto en su cargo en 1379, aunque otros aseguran que desde 1378. Y el día 30 de agosto de 1379, quince días después de su nombramiento como adelantado mayor, el conde de Carrión envió una carta al concejo murciano para tranquilizar a los habitantes de la ciudad por su nombramiento.
El conde continuó cometiendo abusos injustificados en su jurisdicción. Los enfrentamientos entre sus partidarios y los de su lugarteniente Fajardo aumentaron, y en septiembre de 1379 este intentó presionar al monarca, con el apoyo de buena parte de la ciudad de Murcia, para conseguir ser nombrado adelantado mayor, aunque el rey no destituyó al conde y le permitió conservar el título de adelantado y las rentas derivadas del cargo. La raíz del problema radicaba en que los regidores del concejo de Murcia deseaban conservar sus «libertades» frente al propósito del conde de Carrión de hacerse con el poder absoluto en la región.
 

En 1381, cuando estalló la guerra entre Juan I de Castilla y Fernando I de Portugal, el conde recibió la orden de aprestar para la defensa los castillos y fortalezas del reino de Murcia y su capital, aunque él no la remitió a su lugarteniente, sino a la propia ciudad, y el día 12 de marzo informó a los murcianos de que llegaría allí antes de la festividad de la Pascua, y también les encargó que aprestasen bien la ciudad de Murcia para un ataque que se esperaba de la flota inglesa. Y aunque algunos manifestaron que se le debía obedecer en su calidad de adelantado, en la ciudad se impuso la opción de que debían impedir que el conde entrase allí «por todos los medios». Mientras tanto, en la Corte castellana el rey se mostraba dubitativo, ya que en algunas ocasiones ratificaba el nombramiento de su pariente Juan Sánchez Manuel como adelantado, y en otras disponía que ni siquiera debería aproximarse al reino de Murcia, y al mismo tiempo los representantes de este último insistían en manifestar ante el soberano que no era necesario que el conde acudiera a su tierra, ya que el reino estaba convenientemente aprestado para la guerra y la defensa.

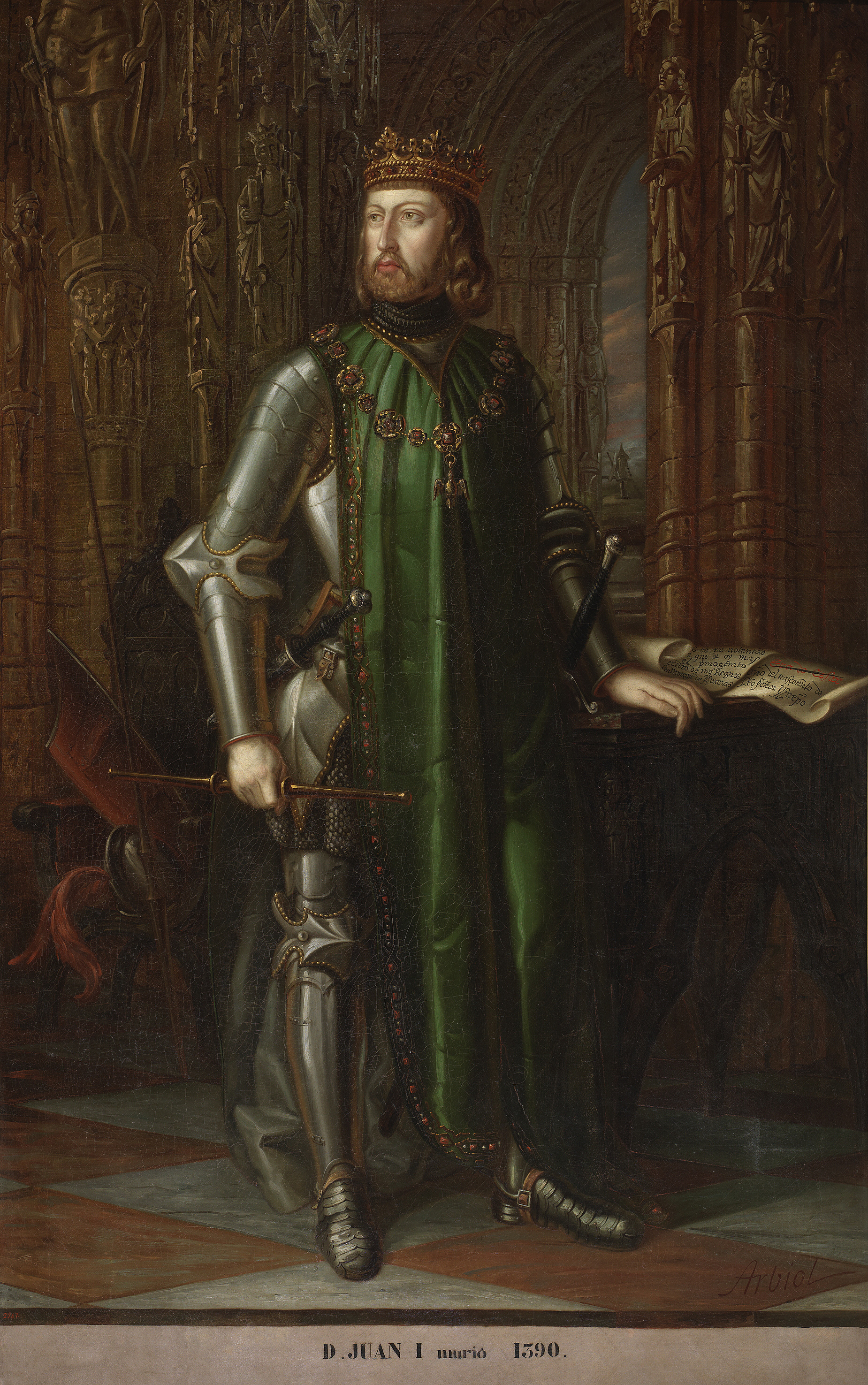
Retrato imaginario de Juan I de Castilla. Vicente Arbiol. 1848. (Congreso de los Diputados de España).

En Alcaraz, al igual que en otras villas y ciudades castellanas del siglo XIV, también se puso de manifiesto la «actitud antinobiliaria» con las múltiples desavenencias entre el concejo alcaraceño y el conde de Carrión, hacia el que había una «profunda aversión» en la villa, como aseguró Aurelio Pretel Marín. Y de hecho el enfrentamiento no fue sólo a nivel judicial, ya que está documentado que el concejo de Alcaraz hizo algunos secuestros sobre las rentas que el conde tenía en la villa, y cabe la posibilidad de que hubiera incluso enfrenamientos o revueltas similares, por ejemplo, a la que hubo en Paredes de Nava en 1371 contra Felipe de Castro, el esposo de Juana Alfonso de Castilla, una hija ilegítima de Alfonso XI de Castilla.
En 1381, tan pronto como los alcaraceños «creyeron contar» con el apoyo de la reina Juana Manuel, y ya que no con el de Enrique II, intentaron apoderarse por la fuerza del castillo de Peñas de San Pedro, propiedad del concejo de Alcaraz e ilegalmente ocupado en esos momentos por el conde Juan Sánchez Manuel, aunque la iniciativa no tuvo éxito por la «débil» actitud del rey en esos momentos, que no quiso arriesgarse a provocar una reacción peligrosa por parte del conde. Pero ello no impidió que al año siguiente, en 1382, los habitantes de la mencionada fortaleza se alzasen contra el alcaide designado por el conde, lo que demuestra hasta qué punto había calado en los habitantes de la zona la postura del concejo alcaraceño, que deseaba frenar las ambiciones del conde de Carrión.
La enemistad entre el conde y la villa de Alcaraz repercutió negativamente, como indicó Pretel Marín, en las relaciones comerciales entre esta última y la ciudad de Murcia, plagadas siempre de conflictos, por lo que dicha enemistad acentuó aún más el aislamiento y la crisis de subsistencias que padecía la villa de Alcaraz, llegando la situación a tal extremo que el conde se vio obligado a garantizar ya en 1377 la seguridad de los mercaderes de Alcaraz que viajaran a Murcia. Y el conde de Carrión se aprovechaba de la debilidad de la Corona frente a los poderosos para «abusar impunemente de sus prerrogativas» y desobedecer las peticiones del concejo y las órdenes del rey, causando con ello graves perjuicios a los alcaraceños, que, por otra parte, también sufrían los abusos cometidos por la Orden de Santiago.
Además, la reina Juana Manuel, que era la principal protectora del conde de Carrión, falleció en Salamanca el día 27 de marzo de 1381, y a finales de agosto de ese mismo año el rey confirmó a Alfonso Yáñez Fajardo en su puesto de lugarteniente del adelantamiento, aunque cuando este llegó a la ciudad el día 31 de agosto, y la población creyó por error que se acercaba el conde de Carrión, se produjo un motín que permitió a Fajardo manifestar la enorme animadversión que allí existía contra Juan Sánchez Manuel.
 

El odio que el conde de Carrión sentía hacia su lugarteniente en el adelantamiento murciano, Alfonso Yáñez Fajardo, que de hecho lo había desplazado en el cargo, se hizo patente cuando, según diversos testimonios, el conde le «atrajo con mentiras» al castillo de Peñas de San Pedro, que estaba en poder del conde, y encargó al alcaide, Juan García, que le asesinara por medio de la población, pues con ello pretendía involucrar en el crimen a unos vasallos que daban signos de estar «cansados de la protección» del conde de Carrión. Sin embargo, el intento de asesinato fracasó por la negativa de los pobladores del castillo a tomar parte en el crimen, ya que pusieron a salvo a Alfonso Yáñez Fajardo descolgándolo «desde la alta peña», como indicó Pretel Marín, al tiempo que expulsaban de la fortaleza al alcaide designado por el conde, Juan García.

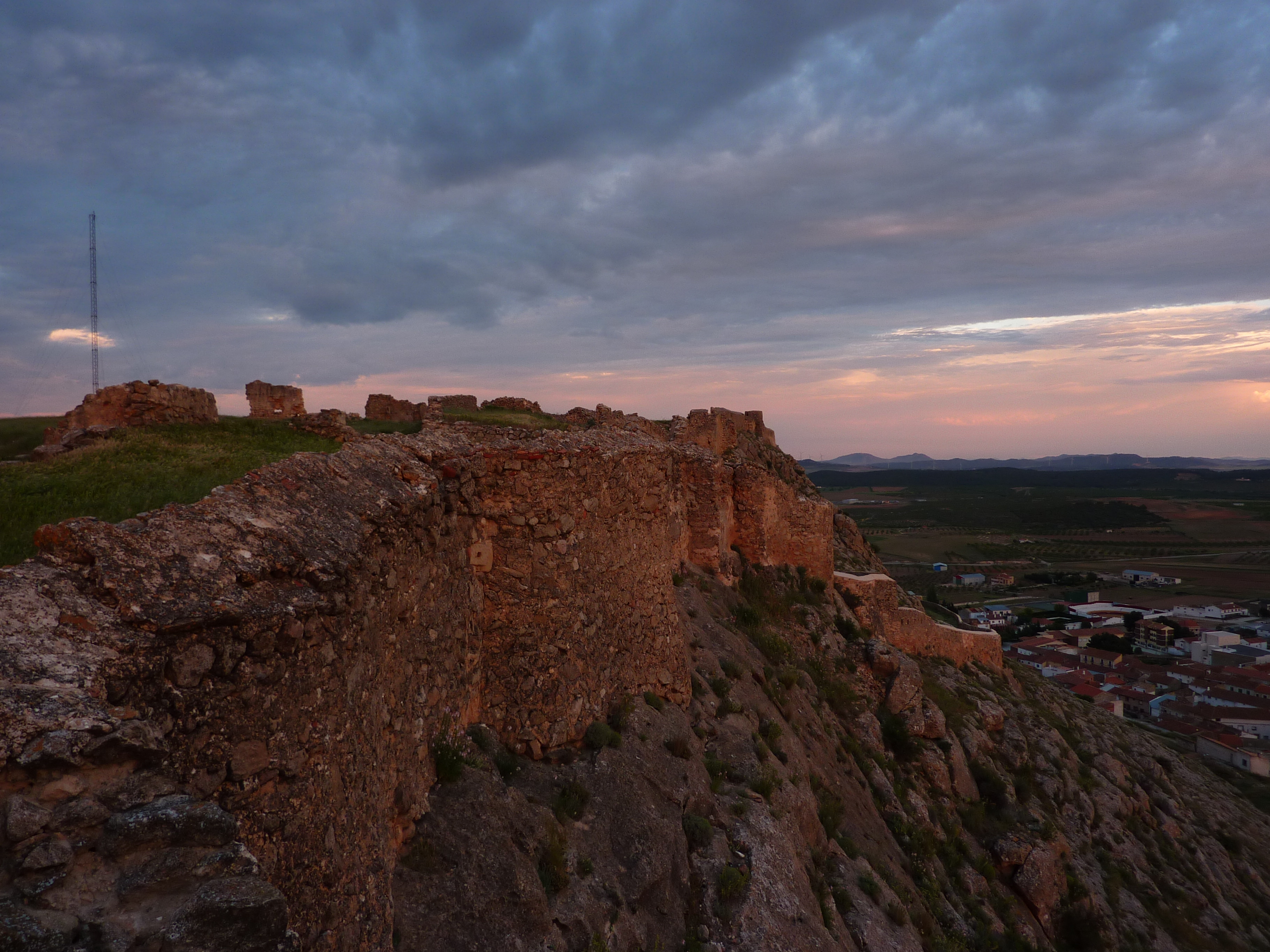
Ruinas del castillo de Peñas de San Pedro. (Provincia de Albacete).

El día 8 de febrero de 1382 Yáñez Fajardo compareció ante los miembros del concejo de Murcia y afirmó que el conde había preparado una emboscada para asesinarle en el castillo de Peñas de San Pedro, y aunque según Luis Suárez Fernández esa historia era falsa, el lugarteniente consiguió que las ciudades de Lorca y Cartagena se rebelaran contra el conde y que dos procuradores de la ciudad de Murcia fueran enviados a la Corte para conseguir que el conde fuera desposeído del título de adelantado mayor. Sin embargo, Martínez Carrillo, basándose en la versión de los hechos que proporcionaron los habitantes del castillo, que coincide con la de Yáñez Fajardo, considera que ese intento de asesinato fue una burda maniobra por parte del conde de Carrión para librarse de su lugarteniente en el adelantamiento murciano.
Sin embargo, el conde afirmó que las afirmaciones de su lugarteniente eran falsas, ordenó que fueran apresados los que habían cometido el intento de asesinato, y destituyó a Fajardo de su puesto de lugarteniente, aunque ello apenas produjo resultados, ya que los regidores murcianos insistieron en su postura de que no permitirían la entrada en la ciudad del conde, y comunicaron al rey que no iban a permitir que continuara cometiendo desafueros y abusos, y poco después el conde y su lugarteniente perdieron sus cargos y el día 19 de mayo de 1382 el monarca nombró a Martín Alfonso de Valdivielso, que era comendador de Ricote en la Orden de Santiago y un «hombre anciano», lugarteniente del adelantamiento mayor de Murcia en nombre de Juan Sánchez Manuel, aunque al poco tiempo el nuevo lugarteniente solicitó al monarca y a la ciudad de Murcia que le permitieran poner en manos de su hijo, que era joven e inexperto, la subtenencia del adelantamiento, pero los regidores se negaron y el monarca le indicó a Valdivielso que debería desempeñar el cargo por sí mismo, o en caso contrario sería reemplazado, y Francisco Cascales señaló que Martín Alfonso falleció poco después, en 1383.

El 17 de mayo de 1383 Juan I de Castilla y la infanta Beatriz de Portugal, que era hija de Fernando I de Portugal y de Leonor Téllez de Meneses, contrajeron matrimonio en la catedral de Badajoz en una solemne ceremonia concelebrada por los arzobispos de Sevilla y Santiago de Compostela y por los obispos de Calahorra, Badajoz, Coímbra, Guarda, Coria, Lisboa y Ávila. Pero cuatro días antes de la ceremonia nupcial, el 13 de mayo de 1383, el rey de Castilla había jurado en la catedral de Badajoz, y ante los embajadores del reino de Portugal, que respetaría y cumpliría todas las disposiciones incluidas en las capitulaciones matrimoniales suscritas en Elvas en agosto de 1382, donde figuraba la condición de que ni el monarca castellano ni sus herederos directos podrían ocupar jamás el trono de Portugal.

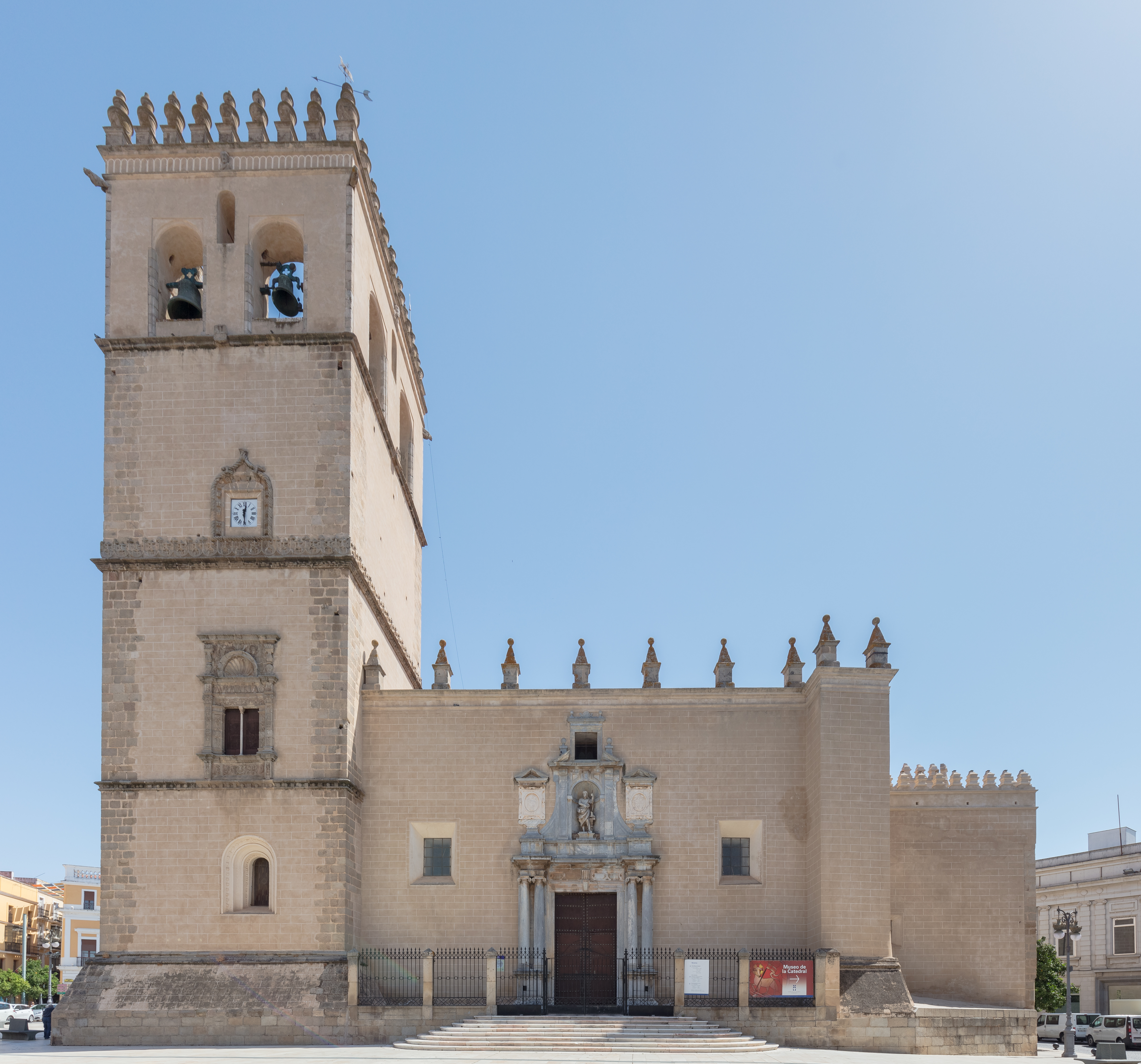
Fachada principal de la catedral de San Juan Bautista de Badajoz.

Para rubricar de modo más legal y solemne lo que había jurado en la catedral de Badajoz, Juan I de Castilla dispuso que varios de sus súbditos hicieran lo mismo y que se comprometieran a abandonar el reino de Castilla y a luchar contra él si se atrevía a violar los acuerdos que había establecido con Portugal. Entre los nobles que prestaron ese juramento figuraban Pedro Enríquez de Castilla, conde de Trastámara, los maestres de las órdenes de Santiago y Alcántara, Juan Sánchez Manuel, conde de Carrión, Juan Téllez de Castilla, señor de Aguilar de Campoo, Gonzalo Fernández de Córdoba, señor de Aguilar de la Frontera, Diego Gómez Sarmiento, que era cuñado del conde de Trastámara, el canciller y escritor Pedro López de Ayala, Alfonso Fernández Portocarrero, Juan Martínez de Rojas, Per Afán de Ribera el Viejo, Lope Fernández de Padilla y Alfonso Fernández de Montemayor, así como los obispos de Calahorra, Ávila, Coria y Badajoz y el arzobispo de Sevilla.
El conde de Carrión, Juan Sánchez Manuel, siguió ostentando el título de adelantado mayor de Murcia nominalmente hasta 1383, y en palabras del profesor Torres Fontes, el intento de recuperación para el linaje de los Manuel del adelantamiento mayor murciano por el conde de Carrión fue lamentable, ya que «no supo hacerlo y su torpeza, desenfrenada ambición, enfrentamiento con el concejo y la ambición de un Fajardo acabarían con su suspensión del adelantamiento y salida del reino».
Juan Sánchez Manuel falleció en 1384, aunque Jaime de Salazar y Acha señaló erróneamente que falleció en Alcaraz en 1390, y a la muerte del conde la situación económica de su familia era apuradísima, como aseguró Martínez Carrillo. En 1391, varios años después de la muerte del conde, tres de sus hijos, Juan, Alfonso y Fernán, «protagonizaron un intento» por hacerse con el poder en el reino de Murcia que se saldó en una guerra abierta con los Fajardo a finales del siglo XIV, en la que estos últimos lograron imponerse, pues, como señaló Salvador de Moxó:

Fueron suplantados los Manueles en el reino de Murcia por los Fajardo, expresión típica de la "nobleza nueva" trastamarista, presenciando así en una estirpe tan prestigiosa y emparentada con la Casa Real como la de los Manuel, su postergación en favor de una nueva familia menos ilustre y de más moderna extracción, que termina desplazando a aquélla de la tierra de Murcia, de singular valor dentro de la Corona de Castilla. Manifestación ésta, pues, de la pujanza de la nueva nobleza y de la transformación de cuadros nobiliarios a fines del siglo XIV.

## Sepultura

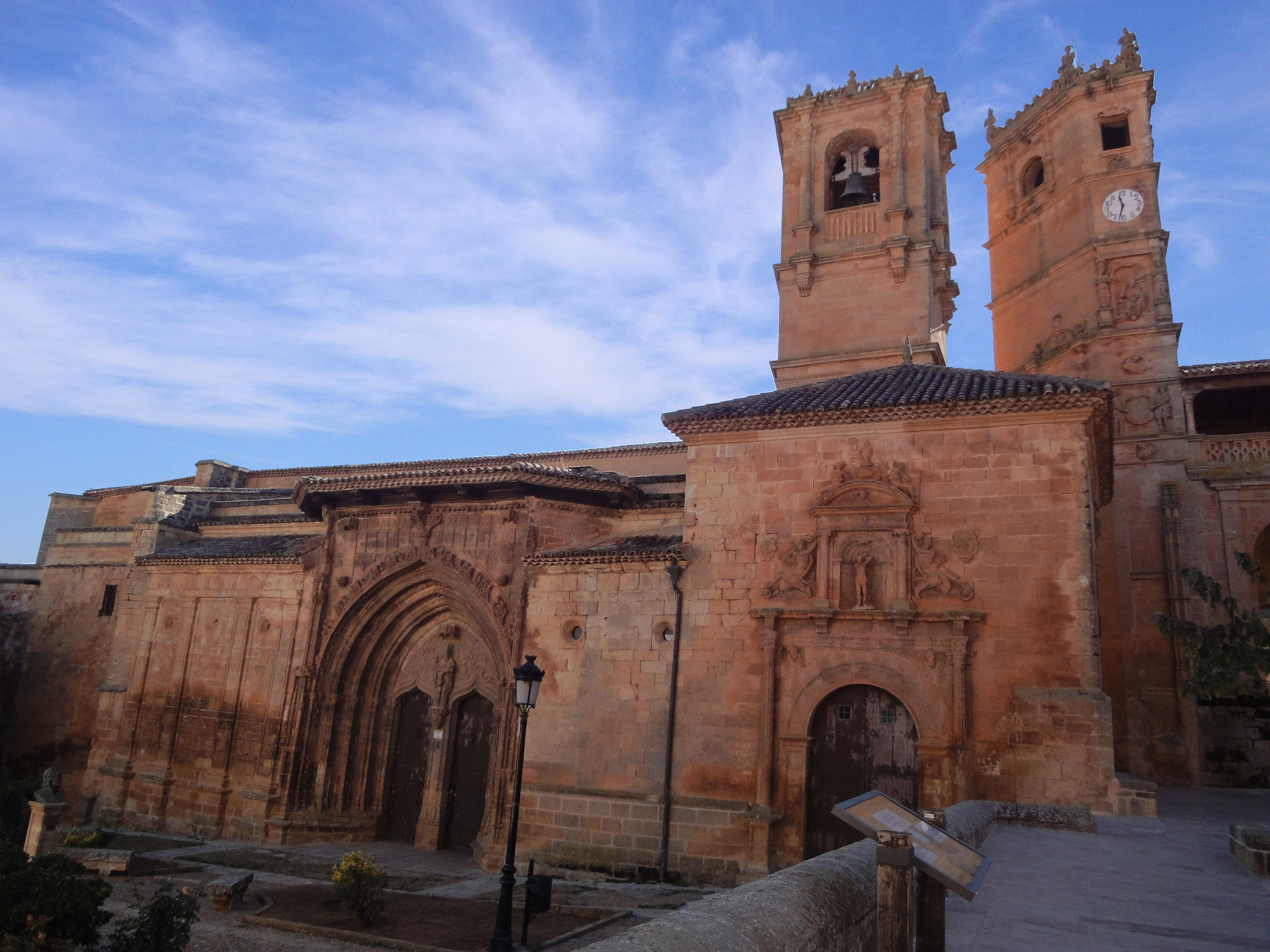
Exterior de la iglesia de la Santísima Trinidad de Alcaraz.

Fue sepultado en la capilla mayor de la primitiva iglesia de Santa María de Alcaraz, que se hundió en 1583 y quedó agregada a la iglesia de la Santísima Trinidad de Alcaraz. El conde había ordenado edificar la mencionada capilla mayor a su costa, cuyo patronato perteneció a sus descendientes, y la dotó, en palabras de Cristóbal Lozano, con «grandes y famosas propiedades». Y según ese historiador esas propiedades rentaban más de ocho mil ducados y a cambio el templo tenía la obligación de oficiar «ciertos aniversarios» en memoria del conde y de sus familiares difuntos.
El historiador Alonso López de Haro, en su Nobiliario genealógico de los reyes y títulos de España, precisó que los clérigos del templo donde descansaban los restos mortales del conde tenían el deber de hacer perpetuamente algunos aniversarios por él en el día de San Mateo y en su víspera, ceremonia a la que asistían todos los clérigos y beneficiados de las iglesias de Alcaraz, aunque según el historiador y genealogista Gonzalo Argote de Molina, ese aniversario tenía lugar en el día de San Felipe y Santiago y en su víspera. Y en esa celebración perpetua se hacía una «procesión general», y se ponía un «túmulo alto con estoque y corona condal», que eran las insignias del difunto.
Además, en la capilla mayor del mencionado templo estaban colocados los escudos de armas de Juan Sánchez Manuel a ambos lados del altar mayor, que son «dos leones y dos brazos alados de ángeles», y esos escudos también se hallaban en otra capilla del mismo templo donde estaban enterrados algunos descendientes del conde.

## Matrimonio y descendencia
Contrajo matrimonio con Juana de Jérica, que era hija de Pedro de Jérica, barón de Jérica, y de Buenaventura de Arborea, habiéndose firmado las capitulaciones matrimoniales el 21 de marzo de 1377 en la ciudad de Murcia. Y fruto de su matrimonio nacieron los siguientes hijos:
- Alfonso Manuel (m. después de 1394). Conde de Carrión. Falleció sin dejar descendencia después del 26 de febrero de 1394, ya que en esa fecha fue uno de los confirmantes de la donación de las villas de Feria y Zafra, por parte del rey Enrique III de Castilla, a Gómez I Suárez de Figueroa.[96]
- Leonor Manuel (m. después de 1408). Condesa de Carrión. Contrajo matrimonio con Juan Fernández de Padilla, y el día 8 de marzo de 1408 vendió el condado de Carrión, por la suma de 15.000 florines, a la reina Catalina de Lancaster.[96]
- Inés Manuel,[n] señora de la fortaleza del Águila. Contrajo matrimonio con Íñigo López de Mendoza,[8][5][o] señor de Castilnovo, Fuentelsol y Daganzo, e hijo de Pedro González de Mendoza, señor de Hita y Buitrago.[107] Inés Manuel y su esposo fueron sepultados, según consta en el codicilo del marqués de Santillana, otorgado en 1455, en el convento de San Francisco de Guadalajara.[108]
- Juana Manuel.

Además, el conde Juan Sánchez Manuel tuvo una serie de hijos ilegítimos
- Fernando Sánchez Manuel[p] (m. después de 1408). Obispo de Calahorra (1403-1408)[109] y abad de la colegiata de Santa María la Mayor de Valladolid. Fue tutor en 1390 de sus hermanos legítimos. Y en un documento de 1407 aparece llamádose «Don Fernando Sánchez Manuel, tío del rey y obispo de Calahorra».[107]
- Sancho Manuel. Contrajo matrimonio con Ginebra de Acuña Girón, señora del Busto y Rivilla e hija de Martín Vázquez de Acuña, conde de Valencia de Don Juan, y de Teresa Téllez Girón, con quien tuvo descendencia.[107]
- Juan Sánchez Manuel. Fue regidor de Murcia, y contrajo matrimonio con Beatriz Fernández de Pedrosa, que era hermana de Fernando, obispo de Cartagena. Ambos tuvieron dos hijos.[107] Fue además alcaide del castillo de Cartagena,[110] y recibió sepultura en la capilla del Corpus de la catedral de Murcia.[111]
- Fernán Manuel. Fue alcaide de Cartagena y también alguacil de Murcia y contrajo matrimonio con Juana García de Laza.[8][107]
- Alfonso Sánchez Manuel (fallecido c. 1428).[8] Fue procurador por la ciudad de Murcia en las Cortes de 1393. Contrajo matrimonio con Inés García de Laza, fallecida hacia 1428, y casada posteriormente con Juan Sánchez de Ayala.[107] Fruto del primer matrimonio mencionado nació un hijo,[107] llamado Pedro Manuel.[8]

| Predecesor: Sir Hugh Calveley     | Conde de Carrión 1368 - 1384           | Sucesor: Alfonso Manuel        |
| Predecesor: Fernán Pérez de Ayala | Adelantado mayor de Murcia 1369 - 1383 | Sucesor: Alfonso Yáñez Fajardo |